# Danny Elfman
Danny Elfman, właśc. Daniel Robert Elfman (ur. 29 maja 1953 w Los Angeles) – amerykański muzyk pochodzenia żydowskiego, członek grupy Oingo Boingo i znany twórca muzyki filmowej. Jest autorem muzyki do takich filmów jak Batman czy Edward Nożycoręki.

## Życiorys
Skomponował muzykę do prawie wszystkich filmów Tima Burtona – oprócz filmu Ed Wood, do którego muzykę napisał Howard Shore, oraz „Sweeney Todd”, ekranizacji musicalu Stephena Sondheima
Elfman w latach 1979–1995 był członkiem zespołu Mystic Knights of the Oingo Boingo, który stworzył ścieżkę dźwiękową do filmu Forbidden Zone (1983). Piosenka z ich kolejnej płyty So Lo – Gratitude, została użyta w popularnym w latach 80. filmie Gliniarz z Beverly Hills. W tym okresie fan Elfmana, reżyser Tim Burton, poprosił go o napisanie muzyki do filmu Pee Wee's Big Adventure.
Przełomowym rokiem był 1988, kiedy to Elfman stworzył muzykę do filmu Sok z żuka, w którym wystąpiły dwie charakterystyczne cechy jego muzyki: mroczny klimat pomieszany z żywiołowymi utworami, charakteryzujące jego płyty już od ścieżki dźwiękowej do Forbidden Zone. W 1989 Elfman stworzył muzykę do filmu Tima Burtona Batman, a rok później do obrazu Edward Nożycoręki.
Zasiadał w jury konkursu głównego na 67. MFF w Wenecji (2010).

## Filmografia
- Powrót do szkoły (1986)
- Sok z żuka (1988)
- Żukosoczek (1989)
- Batman (1989)
- Simpsonowie (motyw przewodni) (1989 – do teraz)
- Edward Nożycoręki (1990)
- Stowarzyszenie umarłych dusz (1990)
- Buffy postrach wampirów (1992)
- Powrót Batmana (1992)
- Sommersby (1993)
- The Nightmare Before Christmas (1993)
- Dziewczyna z komputera (1994–1997)
- Krytyczna terapia (1996)
- Mission: Impossible (1996)
- Marsjanie atakują! (1996)
- Flubber (1997)
- Buntownik z wyboru (1997)
- Faceci w czerni (1997)
- Krzyk 2 (1997)
- Jeździec bez głowy (1999)
- Instynkt (1999)
- Family Man (2000)
- Dowód życia (2000)
- Wielki podryw (2001)
- Planeta Małp (2001)
- Mali agenci 2: Wyspa marzeń (2002)
- Spider-Man (2002)
- Czerwony smok (2002)
- Chicago (2002)
- Hulk (2003)
- Duża ryba (2003)
- Spider-Man 2 (2004)
- Gotowe na wszystko (2004)
- Miasteczko Point Pleasant (2005)
- Gnijąca panna młoda Tima Burtona (2005)
- Charlie i fabryka czekolady (2005)
- Pajęczyna Charlotty (2006)
- Rodzinka Robinsonów (2006)
- Królestwo (2007)
- Wanted – Ścigani (2008)
- Obywatel Milk (2008)
- Terminator: Ocalenie (2009)
- Alicja w Krainie Czarów (2010)
- Dla niej wszystko (2010)
- Oz: Wielki i potężny (2013)
- Wielkie oczy (2014)
- Avengers: Czas Ultrona 2015
- Pięćdziesiąt twarzy Greya (2015)
- Zanim się obudzę (2016)
- Ciemniejsza strona Greya (2017)
- Nowe oblicze Greya (2018)
- Doktor Strange w multiwersum obłędu (2022)

## Nagrody i nominacje
| Nagroda  | Rok  | Kategoria                          | Nominowana praca     | Wynik   |
| -------- | ---- | ---------------------------------- | -------------------- | ------- |
| Saturn   | 1994 | Najlepsza muzyka                   | Miasteczko Halloween | Wygrana |
| Saturn   | 1997 | Najlepsza muzyka                   | Marsjanie atakują!   | Wygrana |
| Saturn   | 1998 | Najlepsza muzyka                   | Faceci w czerni      | Wygrana |
| Satelita | 2000 | Najlepsza muzyka                   | Jeździec bez głowy   | Wygrana |
| Saturn   | 2000 | Najlepsza muzyka                   | Jeździec bez głowy   | Wygrana |
| Saturn   | 2003 | Najlepsza muzyka                   | Spider-Man           | Wygrana |
| Emmy     | 2005 | Najlepszy muzyczny motyw przewodni | Gotowe na wszystko   | Wygrana |
| Saturn   | 2013 | Najlepsza muzyka                   | Frankenweenie        | Wygrana |